# Giffone
Giffone ist eine süditalienische Gemeinde (comune) mit 1606 Einwohnern (Stand 31. Dezember 2023) in der Metropolitanstadt Reggio Calabria in Kalabrien. Die Gemeinde liegt etwa 56,5 Kilometer nordöstlich von Reggio Calabria.

## Geschichte
Gründe der Ortschaft war der Markgraf Francesco Giffone di Cinquefrondi.